# Xã Ellington, Quận Hancock, Iowa
Xã Ellington (tiếng Anh: Ellington Township) là một xã thuộc quận Hancock, tiểu bang Iowa, Hoa Kỳ. Năm 2010, dân số của xã này là 456 người.